# FK Haradzieja
FK Haradzieja (biał. ФК «Гарадзея») – białoruski klub piłkarski z siedzibą w Horodzieju, grający w Wyszejszaja liha.

## Historia
Chronologia nazw:
- 2004—2007: Sachkombinat Horodziej (biał. «Сахкомбінат» (Гарадзея))
- 2008—...: FK Haradzieja (biał. ФК «Гарадзея»)

Klub został założony w 2004 roku jako klub futsalowy o nazwie Sachkombinat Horodziej. Występował w rozgrywkach obwodu mińskiego w futsalu, a później w białoruskich mistrzostwach i Pucharze w futsalu. W 2007 roku zadebiutował w mistrzostwach Mińska w piłce nożnej, a także Pucharze Białorusi. W 2008 zmienił nazwę na FK Haradzieja i startował w białoruskiej drugiej lidze (D3), a po zwycięstwie w sezonie 2010 zespół zadebiutował w pierwszej lidze w 2011 roku.

## Osiągnięcia
- mistrz drugiej ligi (D3): 2010
- brązowy medalista pierwszej ligi: 2011
- 1/8 finalista Pucharu Białorusi: 2010